# Thyretes negus
Thyretes negus là một loài bướm đêm thuộc phân họ Arctiinae, họ Erebidae.